# Francisco de Paula Victor (Priester)

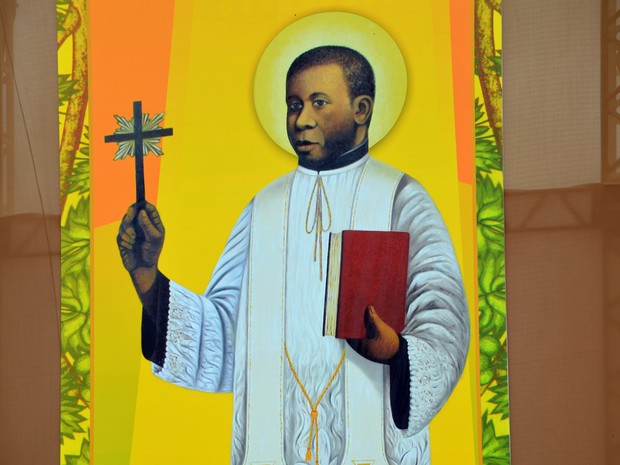
Francisco de Paula Victor

Francisco de Paula Victor (* 12. April 1827 in Campanha; † 23. September 1905 in Três Pontas) war ein brasilianischer römisch-katholischer Priester der Diözese Campanha (Brasilien). In der katholischen Kirche wird er seit dem 14. November 2015 als Seliger verehrt. Sein Gedenktag ist der 23. September.

## Leben
Francisco de Paula Victor wurde am 12. April 1827 in der Stadt Campanha da Princesa da Beira als Sohn der Sklavin Lourença Justiniana de Jesus und eines unbekannten Vaters geboren. Am folgenden 20. April wurde er getauft. Seine Taufpatin war die Besitzerin seiner Mutter, Marianna Santa Barbara Ferreira, die dafür bekannt war, ihre Sklaven menschenwürdig zu behandeln.
Unter der Obhut von Ferreira lernte Victor lesen und schreiben sowie die französische Sprache. Victor begann eine Schneiderlehre, obwohl es sein Wunsch war Priester zu werden. Seine Mutter hielt das aber für unmöglich, da es bisher noch keinen dunkelhäutigen Priester in Brasilien gab. Außerdem stand seine uneheliche Geburt laut Kirchenrecht seinem Wunsch im Weg. Seine Besitzer wandten sich aber an den Stadtpfarrer Antonio Felipe de Araújo, der Victor in diesem Vorhaben unterstützte. Dieser lud den Bischof von Mariana, Antônio Ferreira Viçoso C.M., ein, um den Jungen zu treffen und festzustellen, ob eine Dispens für die Weihehindernisse möglich wäre.
Der Bischof entschied positiv für Victor. So konnte er nach seiner Freilassung aus der Sklaverei ab dem 5. Juni 1849 sein Studium im Seminar in Mariana beginnen. Dort musste er viele Diskriminierungen durch seine Mitseminaristen erdulden. Aber aufgrund seiner bescheidenen Art und seinem Ehrgeiz Priester zu werden, gelang es ihm bald, deren Sympathien zu gewinnen.
Victor wurde am 14. Juni 1851 von Bischof Viçoso zum Priester geweiht. Ein Großteil der Bevölkerung lehnte einen dunkelhäutigen Priester, der zudem früher Sklaven gewesen ist, als Priester ab und weigerte sich, die Sakramente von ihm zu empfangen. Ein Jahr später wurde er vom Bischof als Vikar in die Pfarrei in Três Pontas geschickt, wo er bis zu seinem Tod bleiben sollte. Bald darauf trat er die Nachfolge des Pfarrers an. Die weiße, sklavenbesitzende Elite der Stadt, die ein Drittel der Bevölkerung ausmachte, der Rest waren Sklaven, begegnete ihm anfangs mit Ablehnung und Verärgerung. Bei den Messen, die er zelebrierte, wurde er von den weißen Gemeindemitgliedern mit beleidigenden Witzen und anderen Demütigungen bedacht. Trotzdem war er entschlossen, seine Pflichten als Priester und Gemeindepfarrer zu erfüllen.
Victor war bescheiden und geduldig, er lebte allein von Spenden und wohnte in einem einfachen Bauernhaus. Bald wurde er für seine bescheidene und wohltätige Art gegenüber all jenen bekannt, die Hilfe benötigten. Eine der Initiativen, die er leitete, war die Gründung des Schulkollegs von der Heiligen Familie. Es war offen für alle Kinder, unabhängig von ihrer Herkunft und Hautfarbe. Dort unterrichtete er die Kinder in Musik und der französischen Sprache sowie auch im Katechismus des katholischen Glaubens. Schließlich baute er die Kirche Nossa Senhora d’Ajuda (Unsere Liebe Frau von der Hilfe), die die größte Kirche des Staates war und heute als Basilika Minor betitelt wird.
Victor starb am 23. September 1905, nachdem er einen Schlaganfall erlitten hatte. Seine sterblichen Überreste wurden wegen des großen Menschenandrangs drei Tage lang aufgebahrt, bevor sie dann in der Pfarrkirche beigesetzt wurden.

## Seligsprechung
Der Prozess für Francisco de Paula Victors Seligsprechung wurde von der Diözese Campanha, zu der Três Pontas heute gehört, am 10. August 1992 eröffnet. Die diözesanen Informativprozesse wurden von 1993 bis 1995 und 1998 geführt. Seine sterblichen Überreste wurden 1999 im Rahmen des Seligsprechungsprozesses exhumiert und anschließend in einem neuen Sarkophag in der Kirche wieder beigesetzt.
Die Positio für Victors Seligsprechung wurde im Jahr 2002 in Rom eingereicht. Papst Benedikt XVI. erklärte Victor 2012 zum Ehrwürdigen Diener Gottes, nachdem ihm der heroische Tugend zuerkannt worden war. Ein seiner Fürsprache zugeschriebenes Wunder wurde von Papst Franziskus am 5. Juni 2015 anerkannt. Kardinal Angelo Amato S.D.B., Präfekt der Kongregation für die Selig- und Heiligsprechungsprozesse, leitete die Seligsprechungszeremonie im Auftrag des Papstes am 14. November 2015 in Victors ehemaliger Pfarrkirche.

## Gedenktag
Der liturgische Gedenktag ist der 23. September, sein Todestag.